# 23 (chanson)
Singles de Mike Will Made It
Buy the World
(2014)
Singles par Miley Cyrus
Wrecking Ball
(2013) Real and True
(2013)
Singles par Wiz Khalifa
We Own It (Fast & Furious)
(2013) Think About It
(2013)
Singles par Juicy J
Bounce It
(2013) Clappers
(2013)
23 est une chanson de l'artiste et producteur américain Mike Will Made It en collaboration avec les artistes américains Miley Cyrus, Wiz Khalifa et Juicy J. Il a été réalisé le 10 septembre 2013 par Interscope Records comme le premier single du premier album studio de Mike Will Made It intitulé Est. in 1989 Pt. 3 (The Album). 
Les paroles font référence aux chaussure Nike Air Jordan et à l'utilisation de drogues douces. 
Le morceau a reçu des critiques généralement mitigées. Il s'est placé à la onzième place du Billboard Hot 100. Le clip fut filmé à Brooklyn le 26 août 2013 et est sorti le 24 septembre 2013 sur Vevo. Il a lui aussi reçu des critiques mitigées. Le clip comptabilise, au 17 juillet 2014, plus de 292 millions de vues sur le site Vevo. Malgré sa performance dans les charts peu convaincante, 23 a été une chanson très populaire en 2013. En France, le clip est diffusé avec une signalétique déconseillé aux moins de 10 ans ou sans signalétique en journée.

## Classement hebdomadaire
| Classement (2013)                       | Meilleure position |
| --------------------------------------- | ------------------ |
| Australie (ARIA)                        | 39                 |
| Belgique (Flandre Ultratop R&B/Hip-Hop) | 18                 |
| Belgique (Flandre Ultratip 100)         | 27                 |
| Belgique (Wallonie Ultratip 50)         | 1                  |
| Canada (Hot 100)                        | 26                 |
| Espagne (PROMUSICAE)                    | 44                 |
| États-Unis (Hot 100)                    | 11                 |
| États-Unis (R&B/Hip-Hop Songs)          | 2                  |
| États-Unis (Rap Songs)                  | 2                  |
| France (SNEP)                           | 30                 |
| Nouvelle-Zélande (RMNZ)                 | 22                 |
| Royaume-Uni (Singles Chart)             | 85                 |
| Royaume-Uni (R&B)                       | 19                 |

## Certification
| Pays              | Certifications |
| ----------------- | -------------- |
| États-Unis (RIAA) | Platine        |